# Хутула-хан
Хутула (Хотула, Хутугу, Хутуу)-хан (*ᠬᠤᠲᠤᠯ ᠬᠠᠨ; бл. 1111–1161) — останній володар Монгольського ханства у 1156—1161 роках.

## Життєпис
Походив з роду Борджигін. Третій або четвертий син Хабул-хана. Про молоді роки обмаль відомостей. 1156 року після загибелі Амбагай-хана на курултаї монголів за підтримки молодшого брата Хадаана-Баатура обирається новим ханом.
Уклав союз з Кіріаком, ханом караїтів. Розпочав війну проти татарського племенного об'єднання, оскільки його очільники були винні усмерті Амбагая. Згідно «Таємної історії монголів» відбулося 13 битв, але Хутула незміг домогтися рішучої перемоги.
Разом з тим здійснив низку успішних грабіжницьких походів на прикордонні землі імперії Цзінь. У відповідь 1160 року військо останньої виступило проти монголів. Також перейшли у наступ татари. Зрештою у кампанії 1161 року Хутула-хан зазнав поразки й загинув у сутичці з повсталим племен дурбен. Монгольське ханство розпалося.